# Opposition et résistance en RDA
 (septembre 2013).
L'opposition et la résistance en RDA désignent l'ensemble des différents mouvements, pour des raisons politiques ou religieuses, contre la dictature du Parti socialiste unifié d'Allemagne (SED) en République démocratique allemande.
Les militants des droits de l'homme ou des droits civiques sont principalement pour une réforme du système politique et subissent une surveillance, la "Décomposition", et une oppression, comme l'emprisonnement et la perte de citoyenneté prononcée par le ministère de la Sécurité d’État. Il existe aussi une opposition ecclésiastique, qui disparait rapidement après la réunification.

## Généralités
Hubertus Knabe (de) définit 10 niveaux d'opposition de la "résistance passive" à la "résistance active" et la "rébellion".

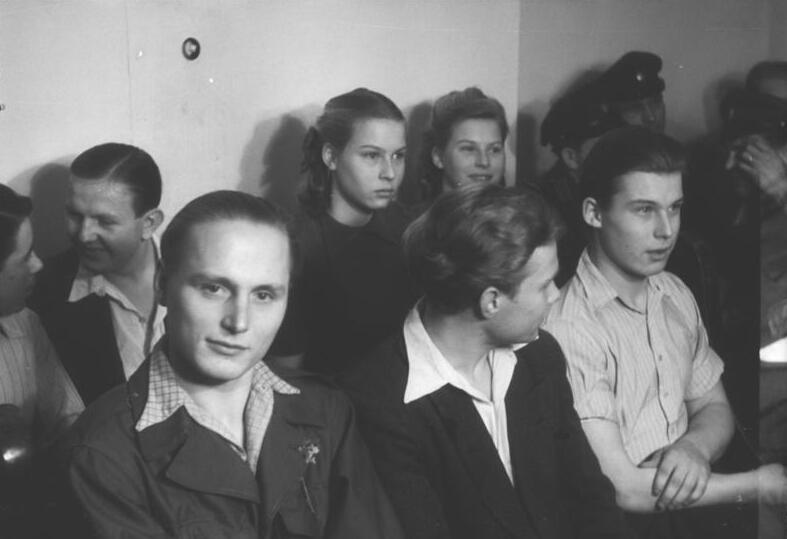
Procès des jeunes « saboteurs des élections » en 1949.

Les formes d'opposition et de résistance changent au fil du temps. Après 1945, la fin du régime nazi et le rétablissement du pluralisme, les partis se renforcent et privilégient une politique parlementaire. La seule exception est le SPD, qui en raison de son refus d'une fusion avec le KPD pour créer le SED n'a plus de légalité juridique et œuvre dans la clandestinité.[pas clair]
Les politiciens se retrouvent réduits au silence, en exil ou dans la résistance clandestine. Durant les années 1950, l'étendue de la résistance se réduit. L'échec de la révolte de l'insurrection de juin 1953 et la répression étatique fait perdre l'espoir d'une résistance politique pour avoir un changement de régime. Durant le mur de Berlin, une résistance ouverte prend des formes de plus en plus pacifiques en respectant les contraintes qui lui sont imposées. Ces organisations libres sont tolérées mais sont largement infiltrées.
Avec l'évolution de l'opposition, la répression évolue elle aussi : de la fin des années 1940 au début des années 1950, avec l'occupation soviétique puis la mise en place de la RDA, on assiste à l'épuration des administrations publiques, de vastes arrestations, à des meurtres et des condamnations à mort envers les opposants et les résistants. Le nombre de prisonniers politiques diminue avec la stabilisation du régime, les punitions draconiennes deviennent rares, même si on privilégie de longues peines de travaux forcés.

## Le rôle de la République fédérale
L'opposition en RDA est dans une position particulière avec la division de l'Allemagne : l'Allemagne de l'Ouest sert de contre-modèle, d'exemple à cette opposition.
La résistance reçoit d'abord un soutien pour son combat pour la liberté logistique, financier et organisationnel de la part d'organisations ouest-allemandes, en particulier les personnes condamnées à l'exil. Cependant ce soutien décroît : à la fin des années 1960, le soutien à l'opposition est-allemande est considéré comme un élément perturbateur dans le processus de détente entre les deux États allemands.
D'autre part, la fuite en Allemagne de l'ouest affaiblit la résistance, dans la mesure où elle réduit son potentiel, à l'exemple de celle spectaculaire de Wolf Biermann.

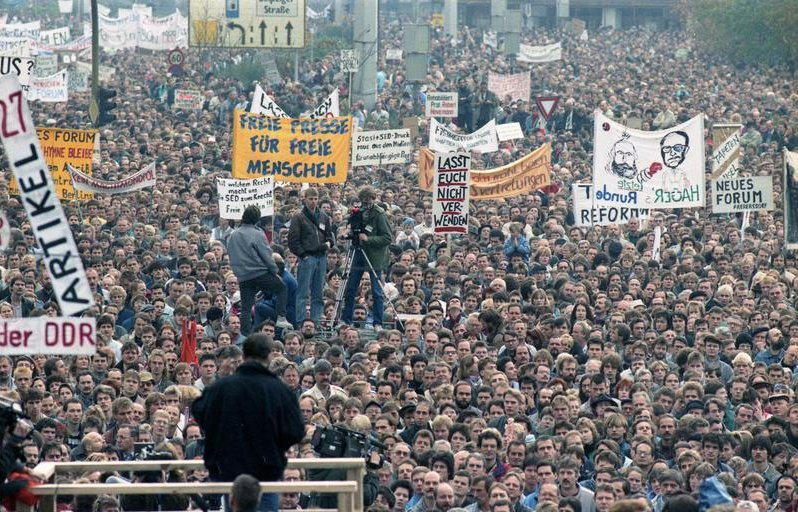
Manifestation le 4 novembre 1989 à Berlin.

Les manifestations des années 1980 jouent un rôle important dans la télévision occidentale. La présence de journalistes ouest-allemands dans les actions de l'opposition est-allemande contraignent souvent les organes de sécurité de la RDA à ne plus faire usage d'une violence très brutale contre les manifestants. De même, les médias occidentaux jouent un rôle de contre-propagande à celle communiste, notamment ceux de Berlin-Ouest comme Radio 100 (de).

## Organisation de la résistance
Un certain nombre d'organisations de résistance au système de la zone soviétique puis de la RDA se forment à la fin des années 1940. Il existe des groupes spontanés comme celui de Herbert Belter ou bien organisés comme les fédérations est-allemandes des partis démocratiques de la République fédérale d'Allemagne et de la Confédération allemande des syndicats.
En 1989, de nouveaux groupes et organisations de résistance émergent comme le Nouveau Forum. Ils perdent leur importance durant le changement de régime.

## Source, notes et références
- (de) Cet article est partiellement ou en totalité issu de l’article de Wikipédia en allemand intitulé « Opposition und Widerstand in der DDR » (voir la liste des auteurs).